# Martin Keane
Martin Luther Keane (Kingston, 12 luglio 1969) è un ex cestista canadese.

## Carriera
Con il Canada ha disputato tre edizioni dei Campionati mondiali (1990, 1994, 1998) e tre dei Campionati americani (1992, 1995, 1997).